# Jim Marshall
James Charles Marshall OBE  (Kensington, 29 de julho de 1923 — Milton Keynes, 5 de abril de 2012) foi um empresário da Inglaterra, fundador da Marshall Amplifiers que forneceu equipamentos para figuras proeminentes do mundo da música. Foi pioneiro no campo de amplificação para instrumentos musicais e foi apelidado de The Father of Loud e The Lord of Loud. Foi condecorado com a Ordem do Império Britânico pelo seus serviços no campo da música.